# Ferdinand Lindedal
Ferdinand Lindedal (i riksdagen kallad Lindedal i Borås), född 25 augusti 1830 i Vänersborg,  Älvsborgs län, död 24 april 1908 i Borås, Älvsborgs län, var en svensk kronofogde och riksdagsman. 
Lindedal var kronofogde i Marks fögderi. Han var ledamot av riksdagens andra kammare. Han skrev en egen motion i riksdagen om statslån till Ulricehamn–Vartofta järnväg.